# 上费雷拉斯
费雷拉斯德亚里瓦，是西班牙卡斯蒂利亚-莱昂萨莫拉省的一个市镇。 总面积48平方公里，总人口521人（2001年），人口密度11人/平方公里。